# Nemotice
Nemotice település Csehországban, Vyškovi járásban. Nemotice Brankovice, Snovídky, Nesovice és Mouchnice településekkel határos. Lakosainak száma 438 fő (2024. január 1.).

## Népesség
A település lakosságának változását az alábbi diagram mutatja:
| Lakosok száma | 415  | 556  | 658  | 581  | 479  | 353  | 414  | 408  | 427  | 438  |
|               | 1869 | 1890 | 1921 | 1950 | 1980 | 2001 | 2017 | 2019 | 2022 | 2024 |